# Alan Kurdi
Alan Kurdi (Kobani, Síria, 2012 - mar Egeu, 2 de setembre de 2015) va ser un nen kurd que va aparèixer ofegat a la platja de Bodrum quan intentava arribar a Europa. La seva imatge va fer la volta al món i va esdevenir un símbol de l'anomenada crisi dels refugiats.

## Biografia
Alan Kurdi (inicialment els mitjans el van anomenar Aylan) va néixer a Kobani, ciutat kurda del nord de Síria. Quan va esclatar la guerra, la família es va moure entre diverses ciutats per escapar-se d'Estat Islàmic. Finalment es va establir a Turquia durant tres anys. A principis del 2015, la família va provar de viure de nou a Kobani, però va tornar a Turquia el juny del 2015, quan Estat Islàmic va tornar a atacar Kobane. Després de dos intents fallits de portar la família a l'illa grega de Cos, el pare d'Alan va prendre la decisió de traslladar-se a Europa de manera il·legal en un bot inflable, però el viatge va acabar en tragèdia, amb l'enfonsament de l'embarcació.
Les fotos en què apareix el seu cadàver a la costa turca i en les quals es veu un agent de la policia turca portant-lo en braços van fer la volta al món i van posar de manifest el problema de la crisi humanitària siriana. En el mateix enfonsament també hi van morir el seu germà de cinc anys, Galip, la seva mare, Rehan, i almenys vuit ciutadans sirians més. L'únic membre de la família Kurdi que es va embarcar i va sobreviure va ser el pare, Abdullah. La fotògrafa turca Nilüfer Demir és l'autora d'aquestes imatges. Alan Kurdi, la seva mare i el seu germà van ser enterrats a Kobani el 4 de setembre de 2015.

## Reaccions a la seva mort
Arran de la mort d'Alan Kurdi, els homenatges es van succeir arreu del món. L'artista hindú Sudarasan Pattaki va fer una escultura a la sorra amb la seva imatge. El grup de rock U2 li va retre un homenatge modificant una cançó en un concert a Torí. També a Gaza se'l va homenatjar fent una escultura de sorra a la platja. A les xarxes socials, dibuixants de diferents llocs del món van homenatjar Alan Kurdi amb imatges modificades amb Photoshop com a mitjà de protesta per la crisi migratòria.
Pel que fa a les reaccions polítiques, els dies posteriors a la seva mort hi va haver moltes declaracions de líders polítics anunciant mesures per fer front a l'arribada de refugiats a Europa. També la societat civil de diversos països es va mobilitzar i es van crear grups de suport als refugiats. La foto d'Alan Kurdi va fer la volta al món i va provocar un canvi d'actitud generalitzat de l'opinió pública respecte a la qüestió dels refugiats.